# Pflanzenschutz-Sachkundeverordnung
Die Pflanzenschutz-Sachkundeverordnung (PflSchSachkV) regelt in Deutschland den Nachweis der erforderlichen fachlichen Kenntnisse und Fertigkeiten für die Anwendung von Pflanzenschutzmitteln sowie für deren Abgabe im Einzelhandel.
§ 1 bestimmt verschiedene Anwendungssituationen von Pflanzenschutzmitteln, die einen Sachkundenachweis erfordern; dazu zählt auch die Beaufsichtigung von Personen im Rahmen eines Ausbildungsverhältnisses.
Daran schließen sich Vorschriften über die „Anerkennung der Befähigungsnachweise aus anderen Mitgliedstaaten bei dauerhafter Tätigkeit“ (§ 1a), über die „Anerkennung der Befähigungsnachweise aus anderen Mitgliedstaaten bei vorübergehender oder gelegentlicher Tätigkeit“ (§ 1b) sowie über die „Anerkennung von Befähigungsnachweisen aus anderen Staaten“ (§ 1d) an.
Eine aus einem fachtheoretischen und fachpraktischen Teil bestehende Prüfung stellt fest, „ob der Prüfling die erforderlichen Kenntnisse und Fertigkeiten guter fachlicher Praxis im Pflanzenschutz hat“ (§ 2).
Weitere Regelungen betreffen u. a. die für einen Sachkundenachweis erforderlichen fachlichen Kenntnisse bei der „Abgabe von Pflanzenschutzmitteln im Einzelhandel“ und bei „Ausübung einer anzeigepflichtigen Tätigkeit nach § 9 PflSchG“ (§ 3) sowie die Befugnis der Länder, „nähere Vorschriften über das Verfahren der Prüfung nach § 2 zu erlassen“ (§ 5).